# Catocala genetrix
Catocala genetrix là một loài bướm đêm trong họ Erebidae.